# Lillebæltsbroen
Lillebæltsbroen, zwany także Den nye Lillebæltsbro (nowy most) – dwujezdniowy i sześciopasowy most drogowy nad Małym Bełtem, w ciągu dwóch duńskich autostrad: Østjyske Motorvej oraz Fynske Motorvej, łączący półwysep Jutlandzki z wyspą Fionią. Wybudowany w latach 1965–1970, a oddany do użytku 21 października 1970. Posiada on podgrzewane obydwie jezdnie.
Podstawowe dane techniczne:
- Długość: 1 700 m
- Szerokość: 33,3 m
- Najdłuższe przęsło: 600 m
- Prześwit: 42 m
- Wysokość: 120 m

Lillebæltsbroen, zwany także Den gamle Lillebæltsbro (stary most) – most drogowo-kolejowy (jednojezdniowy i jednotorowy) długości 1 178 m, zbudowany w latach 1929–1935. Od października 1970 służy przede wszystkim, jako przeprawa kolejowa, bowiem w związku z otwarciem Den nye Lillebæltsbro ruch kołowy na nim ma charakter wybitnie lokalny (jako trasa alternatywna dla nowego mostu).